# Sie kam aus dem All
Sie kam aus dem All (orig. Spadla z oblakov) ist eine 13-teilige tschechoslowakische Kinderserie aus dem Jahr 1978. Die Handlung folgt (abgesehen vom Ende) dem gleichnamigen Roman von Václav Pavel Borovička aus dem Jahr 1967. Ein Teil der Dreharbeiten fand im Hotel FIS in Štrbské Pleso statt. Sie wurde in den 1980er-Jahren sowohl im DDR-Fernsehen als auch auf Südwest 3, WDR und im ORF ausgestrahlt.

## Inhalt
| Figur          | Darsteller        | Deutscher Sprecher |
| -------------- | ----------------- | ------------------ |
| Majka          | Zuzana Pravňanská | Jeanine Aris       |
| Karol          | Matej Landl       | René Berger        |
| Katka          | Svetlana Majbová  | Julia Hoffmann     |
| Slavo          | Ľubor Čajka       | Ulf Franke         |
| Babka          | Mária Hájková     | Hanna Rieger       |
| Valko          | František Zvarík  |                    |
| Emil/ Lunochod | Petr Scholtz      | Eric Steinmann     |
| Fero           | Pavol Lazar       | Wolfram Wiener     |
| Igor           | Roman Kudrna      | Marek Friedrich    |
| Doktor         | Václav Babka      | Harry Küster       |
| Kvašňák        | Ján Kramár        |                    |
| Dedič          | Karol Polák       |                    |
| Jurko          | Michal Suchánek   | Stefan Daenicke    |

In der (fiktiven) slowakischen Kleinstadt Čabovce am Fuß der Hohen Tatra sind Ferien. Ein paar Kinder, die sich eine Rakete bauen wollen, entdecken ein sonderbares Mädchen namens Majka. Das Mädchen kommt vom Planeten Gurun und will das Leben auf der Erde erforschen und in ihrer Heimat darüber berichten. Sie hat geheimnisvolle Kräfte und kann fliegen, über Wasser laufen, schwere Dinge heben und Gegenstände duplizieren. Majka muss sich immer mal wieder mittels radioaktiver Stabilisatoren aufladen. Als auch die Leute aus der Stadt das Mädchen kennenlernen, wird sie zu einer lokalen Berühmtheit und sorgt für allerhand Aufsehen. Sie unternimmt mit ihren neuen Freunden mehrere Abenteuer, z. B. indem sie mit der selbstgebauten Rakete nach Prag fliegen. Sie zieht auch geldgierige Gangster an, die versuchen, sie zu entführen.

## Veröffentlichung
| #  | Titel                  | Originaltitel    | dt. Premiere  |
| -- | ---------------------- | ---------------- | ------------- |
| 1  | Die Erscheinung        | Zjavenie         | 3. Juli 1982  |
| 2  | Das schwebende Mädchen | Lietač           | 10. Juli 1982 |
| 3  | Das Brautkleid         | Svadobné šaty    | 17. Juli 1982 |
| 4  | Der Überfall           | Prepad           | 24. Juli 1982 |
| 5  | Das Bankett            | Banket           | 31. Juli 1982 |
| 6  | Vater erledigt das     | Otec to zariadi  | 7. Aug. 1982  |
| 7  | Der Sekretär           | Tajomník         | 14. Aug. 1982 |
| 8  | Der rätselhafte Fremde | Záhadný cudzinec | 21. Aug. 1982 |
| 9  | Operation Löwenzahn    | Operácia Púpava  | 28. Aug. 1982 |
| 10 | Ausflug per Rakete     | Výlet raketou    | 4. Sep. 1982  |
| 11 | Die Entführung         | Únos             | 11. Sep. 1982 |
| 12 | Die Schießbude         | Strelnica        | 18. Sep. 1982 |
| 13 | Der Abschied           | Rozlúčka         | 25. Sep. 1982 |

Die komplette Serie erschien im Dezember 2014 bei Pidax auf zwei DVDs. In der deutschen Fassung des MDR sind mehrere Minuten aus der Originalfassung nicht enthalten.

## Neuauflage
Maika – Das Mädchen von einem anderen Planeten ist eine vietnamesische Version des Films unter der Regie von Hàm Trần. Der 2022 von BHD produzierte Film ist das erste Science-Fiction-Werk für Kinder in Vietnam.
Die Geschichte von Maika (Chu Diệp Anh) dreht sich um die Figur Hung (Lại Trường Phú), einen Jungen, der unter Einsamkeit leidet, nachdem er seine Mutter und seinen besten Freund verloren hat, der plötzlich an einen anderen Ort ziehen muss. Ein Wunder geschieht, als Hung plötzlich ein abgestürztes Raumschiff entdeckt und das außerirdische Mädchen Maika trifft. Maika hat nicht nur ein hübsches Aussehen, sondern auch magische Superkräfte und ein wenig Unschuld, was die auf der Erde geltenden Gepflogenheiten betrifft. Gemeinsam begibt sich das Duo auf ein aufregendes Abenteuer voller Freude an Freundschaft, Familie und Mitgefühl.

## Weiterführende Informationen
Literatur
- Václav Pavel Borovička: Spadla z nebe. Baronet 2000, ISBN 80-7214-365-4.
- Michael Reufsteck, Stefan Niggemeier: Das Fernsehlexikon. Goldmann Verlag 2005, ISBN 3-442-30124-6.

Weblinks
- Sie kam aus dem All bei IMDb
- Sie kam aus dem All bei Fernsehserien.de

Belege
1. ↑  Fernsehserie: Sie kam aus dem All (Spadla z oblakov) (Memento vom 6. Oktober 2014 im Internet Archive) abgerufen am 3. Oktober 2014
2. ↑  Spadla z oblakov – TheTVDB.com. Abgerufen am 21. Juli 2022.
3. ↑  Archivierte Kopie (Memento vom 6. Oktober 2014 im Internet Archive) Schnittliste mit Ausschnitten der entfallenen Szenen
4. ↑  Quốc tế Thiếu nhi xem „Maika – Cô bé từ hành tinh khác“. (vietnamesisch).